# 移山 (紀錄片)
《移山》（英語：Moving the Mountain）是一部1995年上映的故事片，由迈克尔·艾普特执导、Trudie Styler制作、 Maryse Alberti摄影以及刘索拉配乐。
这部电影的名字出自八九學運的学生领袖李錄的回忆录《移山：我在中國的人生》。影片內容涉及人們對五位学生领袖（王丹、柴玲、吾爾開希·多萊特、王超华和李錄）、學運的支持者以及魏京生的訪談。其中人們在北京秘密採訪當時仍舊被中共當局通緝的王丹和魏京生。这部影片內出現了許多真實歷史畫面，例如文化大革命、四五事件、毛泽东之死、西單民主墻和八九學運。